# Francesco Burlamacchi
Francesco Burlamacchi (Lucca, 27 de setembro de 1498 – Milão, 14 de fevereiro de 1548) foi um destacado político, patrício e nobre italiano, reconhecido como o primeiro mártir no processo de unificação da Itália.

## Biografia
Membro da familia patrícia e nobre Burlamacchi (Burlamaqui) de Luca que provinha da próspera burguesia mercantil, foi nomeado gonfaloneiro da República de Luca em 1533.
No exercício de sua posição elevada no governo, Burlamacchi formulou um plano para desafiar a supremacia dos Médici sobre a Toscana. A estratégia envolvia que as tropas de Lucca atacassem o Ducado da Toscana, em conjunto com as revoltas anti-Médici previstas para estourar em Florença e Pisa. Simultaneamente, outras insurreições seriam desencadeadas em diversas cidades da Romanha, enquanto Burlamacchi também esperava o apoio da República de Siena na luta contra o domínio do Estado Médici.
O plano foi exposto por um traidor e levado ao conhecimento do Duque Cosme. Nesse momento, surgiu um grave confronto entre o Estado toscano e a República de Lucca. Cosimo, acreditando que o líder de Lucca havia orquestrado uma guerra direta contra ele, exigiu sua rendição. No entanto, a República de Luca não poderia ceder a essa exigência sem se submeter completamente ao controle dos Médici. Assim, a guerra parecia se tornar inevitável.
O Imperador Carlos V, considerando que a preservação do Estado de Lucca era vantajosa para seus interesses, decidiu intervir antes que a diplomacia desse lugar às armas. Lucca, sendo a única cidade imperial na Itália, não deveria ser incorporada à Toscana, o que o Império não desejava. O Imperador então solicitou a entrega de Burlamacchi. Diante da impossibilidade de entregar qualquer um de seus cidadãos a outro estado, Lucca se viu obrigada a se ajustar à situação e entregou Burlamacchi à autoridade imperial, a qual, desde 1369, garantira a própria independência do estado de Lucca.
Burlamacchi foi subsequentemente julgado por um tribunal imperial em Milão e, na madrugada de 14 de fevereiro, sofreu a decapitação, sendo acusado de ter abalado a paz entre os estados italianos.
A visão de Burlamacchi teria impulsionado a formação, no centro e norte da Itália, de uma confederação de repúblicas (Lucca, Pisa, Siena, Florença e Romanha) com um modelo semelhante ao da Suíça. Embora não existam documentos concretos sobre o tema, alguns especulam que Burlamacchi possuía ideias pró-reforma. De fato, Michele Burlamacchi, seu segundo filho, emigrou anos depois para Genebra, onde se estabeleceu no meio calvinista e se tornou uma figura proeminente entre os ricos protestantes italianos que ali residiam.
A figura de Francesco Burlamacchi foi resgatada pelos federalistas italianos entre 1847 e 1861. Embora não fosse compatível com a ideia do neoguelfismo, Burlamacchi tornou-se, ainda assim, um símbolo da tentativa de criar um estado unitário fundamentado na união das cidades italianas.
Em 1859, o Governo Provisório da Toscana decidiu erigir uma estátua de Burlamacchi na central Piazza San Michele, em Lucca. A iniciativa do governo do Barão Bettino Ricasoli visava conquistar a simpatia do povo de Lucca, que, após a anexação da cidade à Toscana em 1847, ainda resistia ao domínio. O governo absolutista de Leopoldo II enfrentou forte oposição no antigo Ducado de Lucca, não apenas pela perda de uma independência secular, mas também por medidas como o rebaixamento da Universidade de Lucca. Por meio do monumento, o governo toscano buscava afirmar sua diferença em relação ao regime grão-ducal e reconhecer a história única de Lucca.
Atualmente, a estátua e a figura de Burlamacchi se transformaram em um símbolo maçônico (uma loja na cidade de Lucca, o Grande Oriente da Itália, adotou seu nome) e um ponto de referência para os luccheses que se consideram antitoscanos. Alguns afirmam que a estátua foi posicionada de costas para a igreja justamente para evidenciar os profundos contrastes entre a figura de Burlamacchi e a religião católica.

## Homenagens

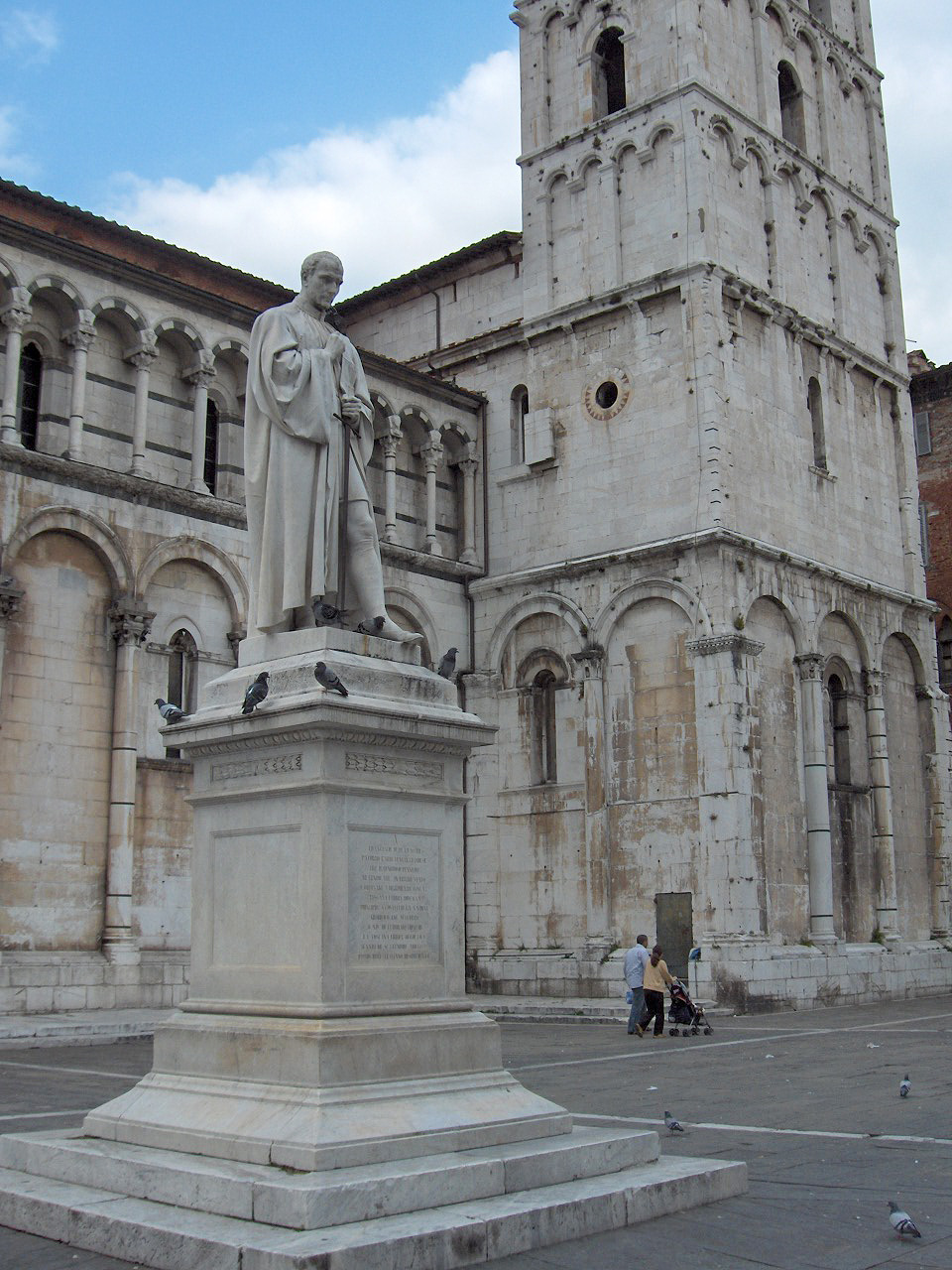
A estátua representando Francesco Burlamacchi na Piazza San Michele em Lucca

A estátua de mármore foi construída em 1863. A inscrição no pedestal diz:

Francesco Burlamacchi, patrício e comerciante de Lucca, que o generoso pensamento de vingar num estado livre e ordenar um regimento comum Toscana, Umbria e Romagna começou a construir a nação glorificada com o martírio em 14 de fevereiro MDXLVIII a Toscana livre decretou em 13 de setembro MDCCCLIX primeiro do Risorgimento Italiano— Dedicação no pedestal
Em 1548, Lucca também homenageou seu mártir com uma placa colocada na igreja de San Romano, contendo a seguinte inscrição:

TAMBÉM DESTE TÚMULO / ONDE DESCANSAM SUA MÃE E UM FILHO / ELE PEDE EM VÃO DESCANSO / GLÓRIA A FRANCESCO BURLAMACCHI / LUCCHESE / QUE CONTRA TODA TIRANIA / MEDITOU E PREPAROU A LIBERDADE / DA FEDERAÇÃO DAS REPÚBLICAS TOSCANAS / E POR ESSE SONHO GENEROSO / PERIADO DECAPITADO EM 14 DE FEVEREIRO DE 1548 / ENQUANTO PROCURAVA ROMA / RETORNOU À CIVILIZAÇÃO DO IMPÉRIO— Inscrição na lápide
Burlamacchi foi exaltado por Giosuè Carducci na ode Alla croce di Savoia, com a seguinte referência:

E Burlamacchi foi o primeiro / Dado à morte e ainda assim não derrotado / Contra o destino e Carlos Quinto / O futuro a atestar.— Na cruz de Sabóia